# تریس روت

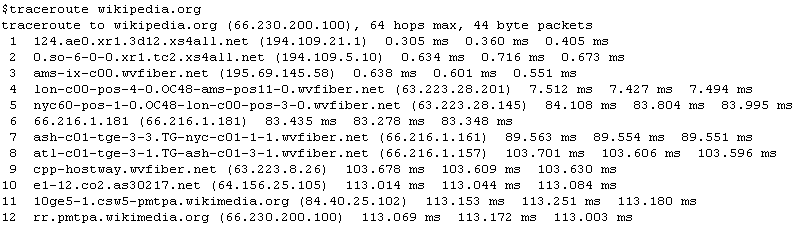
خروجی برنامه تریس روت (traceroute) که لیست مسیریاب‌های طی شده را در قالب متنی همراه زمان‌بندی نشان می‌دهد

تریس روت (به انگلیسی: Traceroute) و tracert فرامین عیب‌یابی شبکه رایانه‌ای هستند که برای ردیابی مسیر حرکت و سنجش تأخیر انتقال بسته‌های شبکه‌ای در شبکه‌ای با پروتکل اینترنت (IP) مورد استفاده قرار می‌گیرند.
ابزار تریس روت تقریباً در همه سیستم‌عامل‌های شبه‌یونیکس موجود است. نوع‌های شبیه با قابلیت‌های مشابه هم پیدا می‌شوند از قبیل tracepath در لینوکس‌های مدرن و tracert در سیستم‌عامل مایکروسافت ویندوز. همچنین در سیستم‌عامل‌هایی بر پایه ویندوز NT شما می‌توانید برنامه pathping را مشاهده کنید که همان قابلیت را فراهم آورده‌است.
این فرامین، برای پروتکل اینترنت نسخه ۶ (IPv6) ممکن است با نام‌های traceroute6 و tracert6 نام گذاری شوند.

## نحوه عملکرد داخلی
ابزار تریس روت به وسیلهٔ افزایش مقدار تی‌تی‌ال برای هر خوشهٔ ارسال شده از بسته‌ها کار می‌کند. سه بستهٔ فرستاده شدهٔ نخست تی‌تی‌ال مقدار یک دارند (بر این دلالت می‌کند که این بسته‌ها به وسیلهٔ میزبان به جای میزبان بعدی ارجاع نشوند). خوشهٔ بسته‌های بعدی مقدار تی‌تی‌ال دو دارند و به همین ترتیب مقدار تی‌تی‌ال خوشه‌های بسته‌ها زیاد می‌شود. وقتی یک بسته به یک میزبان می‌رسد، به‌طور عادی یک عدد از مقدار تی‌تی‌ال آن کم می‌شود، و پس از آن بسته به مقصد بعدی ارجاع داده می‌شود. ولی هنگامی که یک بسته با مقدار تی‌تی‌ال یک به میزبانی برسد، میزبان بسته را دور می‌ریزد و پیغام آی‌سی‌ام‌پی با محتوای از حد زمانی تجاوز شده (نوع ۱۱) به فرستنده بازپس می‌فرستد. ابزار تریس روت از این نوع بازگشت بسته (رد کردن بسته) استفاده می‌کند تا لیستی از میزبان‌هایی که بسته با مسیریابی منتقل شده تا به مقصد برسد را تولید کند. در ضمن سه مقدار زمانی (از فاصله تا میزبان) برای هر یک از میزبان‌هایی که بسته باید طی کند با واحد میلی‌ثانیه بازگردانده می‌شود. (البته می‌توان جداگانه میزبان‌ها را پینگ کرد).

## کاربردها
ابزار تریس روت اغلب برای رفع مشکل در شبکه استفاده می‌شود. به وسیله نشان دادن روترهای پیموده شده، این ابزار اجازه می‌دهد که کاربر مسیری که باید پیموده شود تا به یک هدف خاص در شبکه برسد را مشاهده کند.

## مسایل امنیتی
تهیه چنین اطلاعاتی در رابطه با مسیرهای طی شده در روزهای اول اینترنت متداول بوده‌است، ولی پس از آن مشکوک برای مسائل امنیتی و حریم خصوصی شناخته شد. اطلاعات تریس روت مکرر مورد استفاده هکرها قرار می‌گرفت تا اطلاعاتی را در رابطه با مهندسی و توپولوژی شبکهٔ یک شرکت بدست آورند. با استفاده از دستور traceroute، یک هکر به سرعت می‌تواند متوجه مسیریاب‌های واسط برای اهداف شناخته شده در شبکه یک شرکت شود.